# Антс Фрош
Антс Фрош е естонски дипломат.
Завършва право в Тартуския университет, Естония. Посланик е в Полша, включително за България и Румъния от 2005 г.